# 안와르 사다트
무함마드 안와르 엘 사다트(아랍어: محمد أنور محمد السادات, 영어: Muhammad Anwar el-Sadat, 문화어: 무함마드 안워르 앗 사다트, 1918년 12월 25일~1981년 10월 6일)는 1981년 10월 15일부터 1981년 10월 6일 암살될 때까지 이집트의 제3대 대통령을 지낸 군인·정치인이었다.  그는 이집트와 서방에서 근대 역사상 기장 중요한 이집트와 중동의 인물들 중의 하나로 숙고되었다.
사다트는 평화의 남자가 된 군인이었다.  이집트와 이스라엘은 1948년 이래 전쟁 중이었다.  사다트 자신은 비록 기습 공격이었지만 이스라엘을 상대로 1973년 욤키푸르 전쟁에 시리아와 협력하였으며 최후적으로 패하였다.  1977년 사다트는 자신의 예루살렘으로 역사적 방문으로 이끌었던 "자신이 세상의 끝까지 갈 준비가 되어있으며 평화의 검색 중에 크네세트로까지 마저 갈 것이었다."는 것을 갑자기 발표하였다.  결과로서 이집트는 아랍 연맹으로부터 제명되었으며 당시 다른 아랍 혹은 무슬림 국가들 조차 이스라엘의 존재를 인정하지 않았다.
1978년 사다트는 노벨 평화상의 공동 수상자였다.  자신의 노벨상 강의에서 그는 전쟁의 공존을 중시하는 사람으로서 이삭의 그리고 이집트 유산의 자손들과 함께 이스마엘의 자손들을 화해시키는 필요성에 관하여 연설하였다.  그의 암살범들은 이스라엘과 평화를 이룬 것으로 그를 이슬람교에게 배신자로 여겼다.
그가 가말 압델 나세르를 이집트의 대통령으로서 승계했을 때 그를 둘러싼 남성들은 그가 조작하기 쉬울 것이라고 생각하였다.  이 일은 용이함이 입증되지 않았다.  다른 손에 그의 대통령직은 다수의 부패 혐의들을 불러일으켰고 이집트에서 진정한 민주주의를 촉진하는 데는 별로 도움이 되지 않았다.  다른 손에 그의 이스라엘과 평화를 이루는 노력들은 중동에서 표면을 바꾸었고 30년의 세월에 아랍-이스라엘 충돌 해결을 향한 첫번째 돌파구를 대표하였다.

## 초기 생애

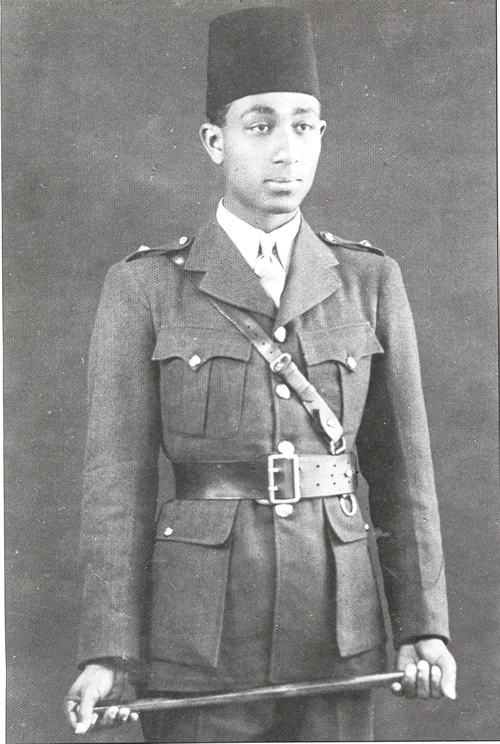
군사 학교 졸업 당시의 사다트 (1938년)

사다트는 당시 이집트 술탄국 나일강 삼각주에 있는 무누피아주 미트 아부 알쿰에서 가난한 가족에게 13명의 형제·자매 중에 하나로 태어났다.  그의 부친은 이집트인, 모친은 수단인이었다.  그는 1938년 카이로에 있는 왕립 사관 학교를 졸업하였고 통신대에 임명되었다.  그는 소위로서 육군에 입대하였고 수단에 게시되었다.  거기서 그는 가말 압델 나세르를 만났고 몇몇의 하급 장교들과 더불어 그들은 함께 비밀적, 반영, 반군주의 자유장교단 혁명 조직을 형성하여 이집트를 영국으로부터 해방시키는 데 전념하였다.
제2차 세계 대전이 일어난 동안 그는 영국 점령군을 쫓아내는 데 추축국들로부터 도움을 얻기 위한 자신의 노력으로 영국군에 의하여 투옥되었다.  그는 국왕 파루크 1세를 폐위시킨 1952년 쿠데타에 참여하였다.  혁명이 터졌을 때 그는 라디오 네트워크를 맡아 이집트 국민들에게 혁명의 발발을 공고하는 데 배정되었다.

## 나세르의 대통령직 동안 복무

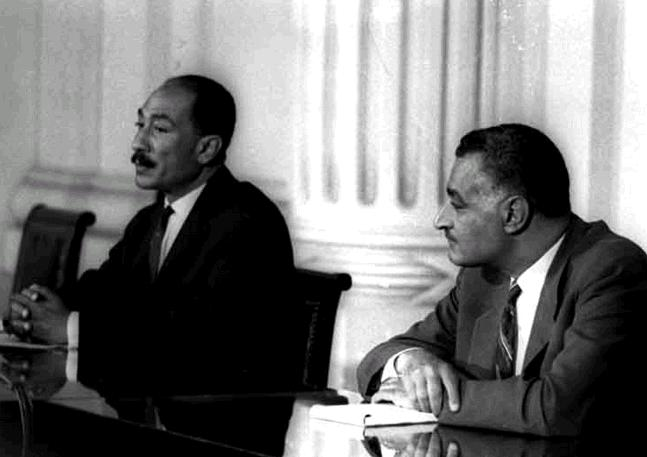
국회에서 나세르 대통령과 함께 (1964년)

가말 압델 나세르의 통치 기간 동안 사다트는 1954년 국무대신으로 임명되었다.  1959년 그는 아랍 사회주의 연합의 서기장 자리를 맡았다.  사다트는 국회의 의장 (1960년-1968년), 그러고나서 부통령 (1964년)이 되었다.  1969년 12월 사다트는 다시 부통령으로 임명되었다.
이어진 해에 나세르가 심근 경색으로 사망한 후, 사다트는 비극적인 소식을 전달한 국가에 연설을 하였다.  그는 국영 대중매체가 "교정 혁명"으로 불렀던 것에 자신의 상대들을 제거함으로써 대통령직을 차지하였다.
그는 나세르에게 충성스럽게 순종함으로써 그의 시대의 격동 속에서 살아남았다.
사다트는 매우 영리한 의미들에 의하여 나세르의 사후 대통령직으로 올라갔다.  그를 전직 대통령의 꼭두각시로 여긴 나세르의 다른 동료들은 사다트를 쉽게 조종할 수 있는 사람으로 여겼다.  몇달간 그는 자신이 권력의 지렛대를 조종하는 것을 배우면서 "당나귀"로 알려졌다.  나세르의 예전 지지자들은 사다트가 교정 혁명을 제정하고 나세르에게 충성하는 다른 지도자들과 다른 요소들의 대부분을 숙청할 때까지 6개월간 만족하였다.

## 대통령 재임

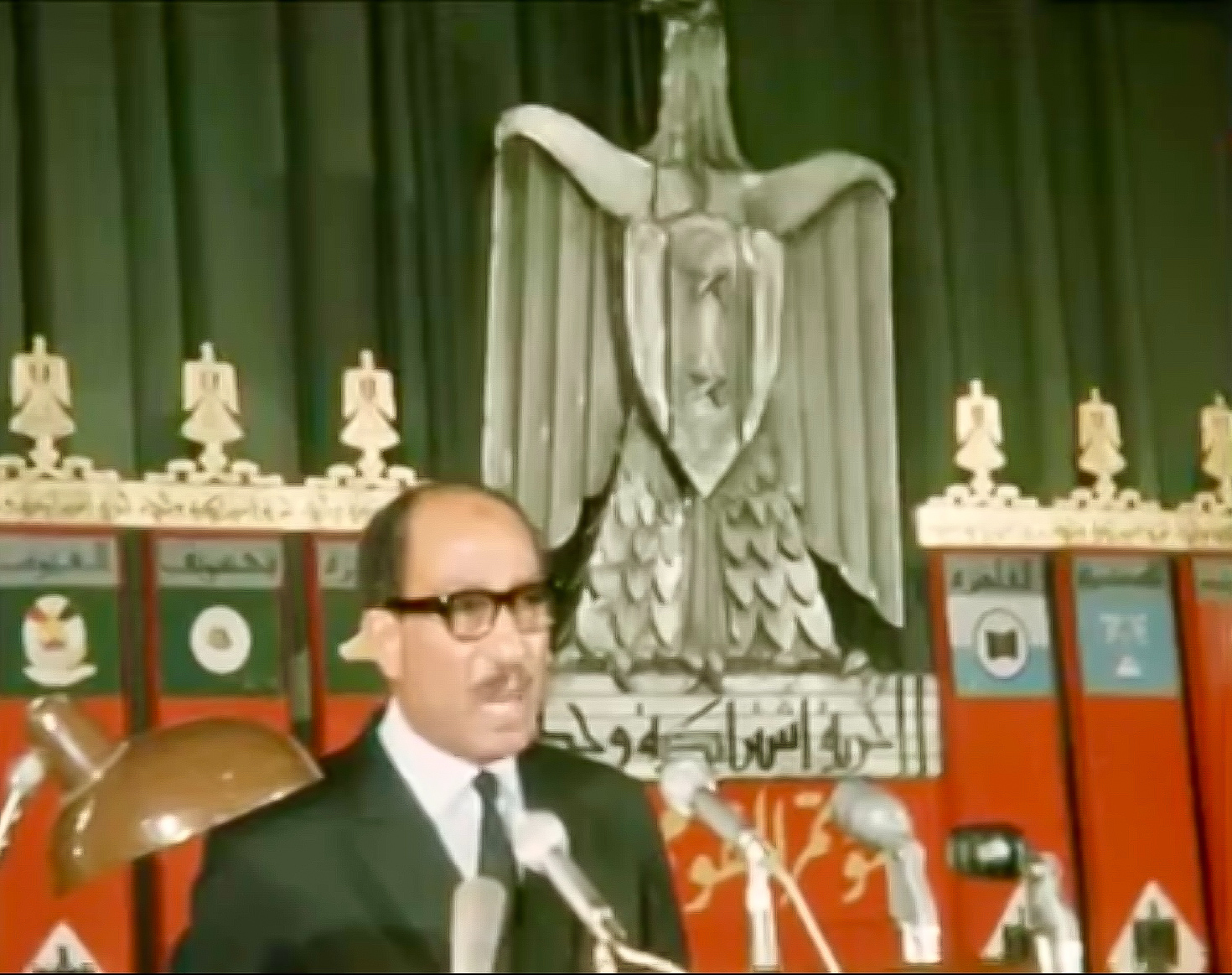
아랍 사회주의 연합에 연설하는 사다트 (1971년)

1971년 사다트는 편지에 이스라엘의 그 전쟁 이전의 국경들로 철수를 근거로 이스라엘과 완전한 평화로 이끄는 데 보였던 유엔의 협상자 군나르 야닝의 평화 제안을 지지하였다.  이 평화 주도권은 그 당시 논의된 조건을 미국 혹은 이스라엘도 받아들이지 않았기 때문에 실패하였다.
아마도 이스라엘이 협상하고자 하는 욕구를 가지고 있다는 것을 알았을 사다트는 1967년 제3차 중동 전쟁에서 그 결정적 승리와 시나이 반도와 골란고원의 정복이 역대 최저 수준이었던 후에 이집트가 얼마나 많은 군사적 위협을 감지했는지와 직접적으로 연관되어 있었다.  이스라엘은 또한 이집트의 위협의 가장 중요한 부분을 소련의 장비와 인력 (당시 수천명으로 달한)으로 보았다.  그것은 사다트가 이집트로부터 소련의 군사 조언자들을 쫓아내고 자신의 군대를 이스라엘과 새로운 대결을 위하여 준비시켰던 그 이유들을 위해서였다.

잘츠부르크에서 포드 대통령과 함께 (1975년)

1973년 시리아와 협력했던 사다트는 이스라엘을 상대로 이집트를 욤키푸르 전쟁으로 지도하였고 제3차 중동 전쟁이 일어난 동안 이스라엘에 의하여 점령된 시나이 반도의 일부들을 다시 얻는 것에 일찍이 성공하였다.  하지만 아리엘 샤론 장군에 의하여 지도된 이스라엘 방위군의 3개 중대들은 결국적으로 수에즈 운하를 건너 이집트 제3부대를 함정에 빠뜨렸다.  그것은 당시 이집트의 동맹국 소련이 휴전을 요구했던 것이었다.
이 전쟁에서 이집트의 영토 획득들이 제한되었던 동안 전쟁의 첫 며칠간 시나이 사막으로 대략 15 킬로미터 들어가 사다트의 시초적 승리들은 이어진 세월에 이스라엘과 평화 진행을 통하여 수에즈 운하를 다시 얻어 개장으로 이끌었고 이집트의 사기를 회복하였다.  이스라엘인들은 이제 이집트를 강력한 적대자로 인정하였다.  따라서 사다트는 이 공격과 함께 이스라엘의 시야에 이집트의 정치적 중요성을 복원하였다.

### 이스라엘과 평화 정책

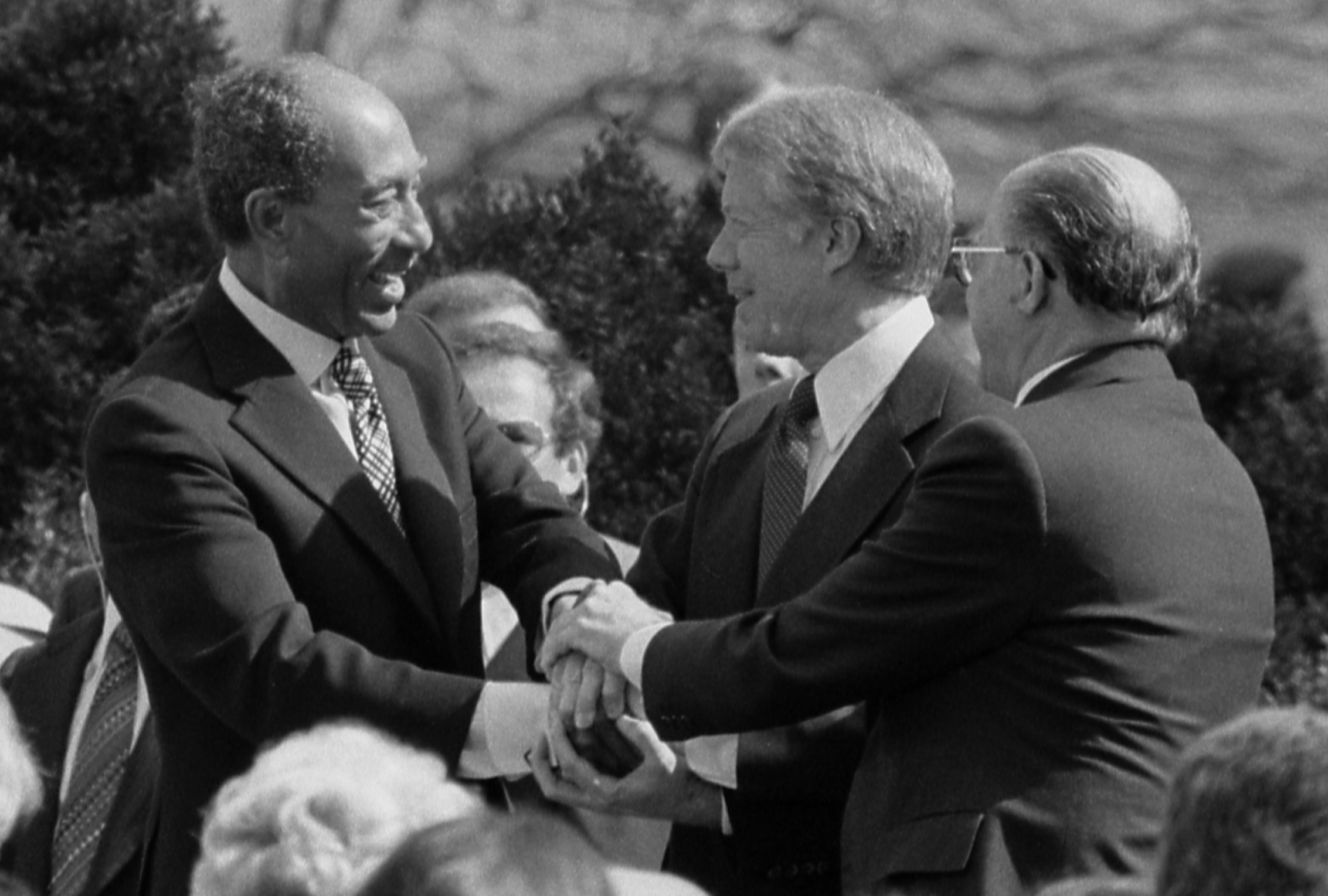
카터 미국 대통령을 증인으로 이집트-이스라엘 평화 조약에 조인 후, 악수하는 사다트와 베긴 이스라엘 총리 (1979년)

1977년 11월 19일 사다트는 자신이 이스라엘의 총리 메나헴 베긴과 만나고, 유엔 안전 보장 이사회 결의문 242호와 338호의 완전한 이행을 포함한 아랍-이스라엘 충돌로 어떻게 포괄적인 평화를 이루기 위하여 자신의 견해에 관하여 예루살렘에서 크네세트 앞에서 연설했을 때 이스라엘을 공식 방문하는 데 첫 아랍 지도자가 되었다.  대부분의 아랍 세계는 불량 국가로서 이스라엘에 관하여 자신들의 넓게 퍼진 견해들과 제국주의의 상징인 이유로 방문에 의하여 분노하였다.
지미 카터 미국 대통령에 의하여 촉진된 이집트와 이스라엘 사이의 만남들의 일련인 캠프 데이비드 협정 (1978년)에 이어 1979년 3월 26일 워싱턴 D. C.에서 이집트-이스라엘 평화 조약이 사다트와 베긴에 의하여 맺어졌다.  사다트와 베긴은 조약을 맺은 것으로 각각 노벨 평화상이 수여되었다.  협정의 주요 특징들은 다른 국가에 의하여 각각의 국가의 상호간 인정, 1948년 아랍-이스라엘 전쟁 이래 존재했던 전쟁 상태의 중단과 1967년 제3차 중동 전쟁이 일어난 동안 이스라엘이 포착했던 시나이 반도의 나머지로부터 이스라엘의 군인들과 민간인들의 철수를 포함하였다.  협정은 또한 수에즈 운하를 통하여 이스라엘의 선박들의 자유로운 통행과 국제적 수로로서 티란 해협과 아카바만의 인정을 위한 제공을 하였다.  협정은 이스라엘을 공식적으로 인정하는 데 이집트를 첫 아랍 국가로 만들었다.  이집트와 이스라엘 사이의 평화 협정은 조약이 맺어진 이래 유효하게 남아있다.
이집트인들 중에 넓은 지지를 얻은 조약은 아랍 세계와 더욱 넓은 무슬림 세계에서 극단적으로 인기가 없었다.  협정들을 서명하면서 많은 이집트인이 아닌 아랍인들은 사다트가 아랍의 통일을 앞두고 이집트의 관심을 두어 나세르의 친아랍주의를 배신하였고 통합된 "아랍 전선"의 전망과 "시온주의의 실재"의 배제를 파괴했다고 믿었다.  미국과 전략 관계들을 향한 사다트의 변화도 또한 많은이들에 의하여 배신으로 보였다.
1979년 아랍 연맹은 이집트-이스라엘 평화 협정의 여파로 이집트를 제명하였고 연맹은 그 본부를 카이로에서 튀니스로 옮겼다.  그것은 아랍 연맹이 이집트를 회원국으로서 다시 받아들이고 본부를 카이로로 다시 반환했던 1989년까지 있지 않았다.  많은이들은 힘의 위협 만이 요르단강 서안 지구와 가자 지구에 협상하는 데 이스라엘을 강요할 것이고 캠프 데이비드 협정이 남아있는 그런 위협으로부터 주요 아랍의 군사력 이집트의 가능성을 제거했다는 것을 믿었다.  평화 협정의 일부로서 이스라엘은 단계적으로 시나이 반도로부터 철수하여 1982년 4월 25일 전체의 영토를 이집트에게 돌려주었다.

## 암살 사건
사다트의 마지막 세월들은 그와 그의 가족에 혼란과 부패 혐의들로 표시되었다.  사다트는 이스라엘과 평화 조약 후 이집트인들의 번영을 약속하였다.
그의 대통령직의 말기 가까이 사다트의 조언자들의 대부분은 그의 내부 정책들의 항의에 사임을 하였다.  국방장관 아흐메드 바다위와 13명의 이집트 고위 장교들이 1981년 3월 6일 리비아 국경 근처에서 헬리콥터 충돌로 신비한 사망은 사다트와 그의 정책들에 대중의 분노를 증폭시켰다.
9월에 사다트는 모든 이념적 성향의 지식인과 활동가들에 단호한 조치를 취하여 공산주의자, 나세르주의자, 여권 주장자, 이슬람주의자, 콥트교 성직자, 대학 교수, 저널리스트와 학생 단체들의 일원들을 투옥하였다.  체포인들은 총수로 거의 1,600명이며 그의 기술들의 극단으로 세계적인 비난을 받았다.  그 동안 사다트를 위한 내부 지지는 경제 위기와 사다트의 반체제 인사들의 억압 아래 사라졌다.
단속이 있던 한달 후, 10월 6일 사다트는 카이로에서 열린 연간 승리 퍼레이드에 참석한 동안 암살되었다.  암살 사건은 이집트의 이슬람주의 지하드 조직의 일부였던 군사 일원들에 의하여 실행되었다.  그들은 9월 단속에서 그의 힘의 이용은 물론 사다트의 이스라엘과 협상들을 반대하였다.
이집트의 공군기들이 머리 위로 날아가면서 군중의 주의를 산만하게 하여 대통령의 검토대 앞에서 군용 트럭이 멈추어 중위가 앞으로 성큼성큼 걸어갔다.  사다트는 그의 경례를 받는 데 서자 암살자들이 트럭에서 일어나 폭탄들을 던지고 돌격소총을 사격하였다.  사다트는 자신이 서있던 곳에서 머리에 총을 맞고 바닥으로 떨어졌으며 그의 주위에 사람들은 총탄들로부터 그를 막는 데 의자들을 던지면서 그를 보호하려고 했다.
암살 작전은 약 2분이 걸렸다.  두명의 공격자들은 살해되었고 다른이들은 현장에서 헌병들에 의하여 체포되었다.  암살범 할리드 이슬람불리는 스탠드를 향하여 달려가 사다트를 향하여 총을 쏘면서 "파라오에게 죽음을!"이라고 소리쳤다.  그는 이후에 유죄 판결을 받고 1982년 4월 총살형을 당했다.  고위 인사들의 군중이 흩어지면서 아일랜드의 국방장관 제임스 털리와 4명의 미국 군사 연락원들을 포함하여 많은이들이 상처를 입었다.  이것은 이집트 역사상 이집트의 국가 원수가 이집트 시민들에 의하여 암살되는 데 처음이었다.
이어지는 총격전에서 쿠바 대사와 콥트교 주교를 포함하여 7명이 살해되었고 28명이 상처를 입었다.  그러고나서 사다트는 병원으로 급히 이송되었으나 몇시간 안에 사망으로 선언되었다.  그는 공격 중에 손에 부상을 입은 자신의 부통령 호스니 무바라크에 의하여 승계되었다.  무바라크는 2011년 2월 11일 축출될 때까지 30년간 대통령을 지냈다.
사다트의 국장은 3명의 전직 미국 대통령들 리처드 닉슨, 제럴드 포드, 지미 카터에 의하여 드물게 동시의 참석을 포함하여 세계로부터 기록적인 수의 고위 인사들에 의하여 참석하였다.  수단의 대통령 가파르 니메이리를 제외하고 그를 저지한 아랍 세계와 공산주의 국가들의 지도자들은 참석하지 않았다.  사다트는 카이로에 있는 알려지지 않은 군인기념물에 안장되었다.
암살 사건을 찬성한 파트와는 1993년 2월 26일 세계 무역 센터 폭탄 테러에 자신의 역할로 이후에 미국에서 유죄 판결을 받은 성직가 오마르 압델라흐만으로부터 획득되었다.  사다트는 보안의 4 단계에 의하여 보호되었고 군사 행렬은 군수품 압수 규칙 때문에 안전해야 했는 데 그 절차를 담당하는 사관들은 메카로 하즈에 있었다.
암살범 알리드 이슬람불리의 재판에서 훗날의 알카에다 지도자 아이만 알자와히리, 오마르 압델하흐만과 압드 알하미드 키슈크를 포함한 300명 이상의 이슬람 급진파들이 기소되었다.  재판은 국제 언론에 의하여 보도되었고, 자와히리의 영어에 관한 상식은 그를 피고인을 위하여 사실상 대변인으로 반들었다.  자와히리는 아프가니스탄으로 떠나 오사마 빈 라덴과 가까운 관계를 맺기 전에 1984년 교도소로부터 석방되었다.

## 가족
사다트는 두번이나 결혼을 하였다.  그는 1949년 5월 29일 당시 겨우 16세였던 절반의 이집트/영국 혼혈 제한 라우프 (후에 제한 사다트로 알려짐)에게 결혼하는 데 에흐산 마디와 이혼하였다.  그들은 슬하 1남 3녀를 두었다.  제한 사다트 여사는 2001년 랜돌프 칼리지의 펄 S. 벅 상의 수상자였다.  사다트의 저서 〈정체성을 찾으며〉가 1977년 미국에서 출판되었다.  제한 사다트 여사는 그녀의 남편의 유상을 영예하는 데 1997년 안와르 사다트 개발·평화 의장석이 설립되어 완전히 재산이 증여된 메릴랜드 대학교에서 준주민 학자였다.
조카 탈라트 사다트는 2006년 10월 자신의 삼촌의 암살 사건에서 공모하여 이집트 군사를 비난한 것으로 투옥되었다.

## 저서
안와르 사다트는 자신의 일생 동안 많은 책들을 저서했는 데 다음을 포함한다.
- 〈혁명의 완전한 이야기〉(1954년)

- 〈혁명의 알 수 없는 페이지들〉(1955년)

- 〈나일의 반란〉(1957년)

- 〈아들아, 이분이 너의 삼촌 가말이다 - 안와르 사다트의 회고록〉 (1958년)

- 〈정체성을 찾으며 - 자서전〉(1978년)

## 역대 선거 결과
| 선거명      | 직책명          | 대수 | 정당               | 득표율 | 득표수      | 결과 | 당락 |
| ----------- | --------------- | ---- | ------------------ | ------ | ----------- | ---- | ---- |
| 1970년 선거 | 이집트의 대통령 | 3대  | 아랍 사회주의 연합 | 90.00% | 6,432,587표 | 1위  |      |
| 1976년 선거 | 이집트의 대통령 | 3대  | 아랍 사회주의 연합 | 99.94% | 9,145,683표 | 1위  |      |